# MTV Video Music Brasil 2003
O Video Music Brasil 2003 foi a nona edição da premiação realizada pela MTV Brasil. Ocorreu em 26 de agosto de 2003 e foi transmitido ao vivo de São Paulo. Esta edição foi apresentada pela então VJ Fernanda Lima. Concorriam clipes nacionais produzidos entre junho de 2002 e maio de 2003.

## Categorias
| Categoria                       | Vencedor                                                                                    | Indicados |
| ------------------------------- | ------------------------------------------------------------------------------------------- | --- |
| Videoclipe do Ano               | Marcelo D2 — Qual É                                                                         | - Capital Inicial — Quatro Vezes Você - Charlie Brown Jr. — Só por Uma Noite - Los Hermanos — Cara Estranho - Skank — Dois Rios |
| Escolha da Audiência            | Charlie Brown Jr. — Papo Reto (Prazer é Sexo, o Resto é Negócio)                            | - B5 — Matemática - Capital Inicial — Quatro Vezes Você - CPM 22 — Desconfio - Detonautas — Quando o Sol Se For - Engenheiros do Hawaii — Até o Fim - Frejat — Eu Preciso Te Tirar do Sério - Jota Quest — Só Hoje - Kelly Key — Adoleta - Kid Abelha — Nada Sei - KLB — Por Causa de Você - Marcelo D2 — Qual É - Os Paralamas do Sucesso — Cuide Bem do Seu Amor - Pitty — Máscara - Rouge — Brilha La Luna - Sepultura — Bullet the Blue Sky - Skank — Dois Rios - Tihuana — Bote Fé - Titãs — Isso - Tribalistas — Já Sei Namorar - Wanessa Camargo — Sem Querer |
| Artista Revelação               | Detonautas — Quando o Sol Se For                                                            | - B5 — Matemática - Lan Lan e os Elaines — 100 Xurumela - Monobloco — Imunização Racional (Que Beleza) - Pitty — Máscara |
| Videoclipe de Pop               | Skank — Dois Rios                                                                           | - Nando Reis — Dentro do Mesmo Time - Os Paralamas do Sucesso — Seguindo Estrelas - Pato Fu — Não Mais - Tribalistas — Já Sei Namorar |
| Videoclipe de Rock              | Charlie Brown Jr. — Só por Uma Noite                                                        | - Capital Inicial — Quatro Vezes Você - Los Hermanos — Cara Estranho - Nação Zumbi — Blunt of Judah - Sepultura — Bullet the Blue Sky |
| Videoclipe de Rap               | Marcelo D2 — Qual É                                                                         | - De Conceito — C Virá, Virô - Ferrez — Judas - Nega Gizza — Depressão - Sabotage — Respeito é pra Quem Tem |
| Videoclipe de MPB               | Gilberto Gil — Three Little Birds                                                           | - Seu Jorge — Carolina - Simoninha — Essência - Max de Castro — A História da Morena Nua Que Abalou as Estruturas do Esplendor do Carnaval - Zeca Pagodinho — Caviar |
| Videoclipe de Música Eletrônica | DJ Patife e Fernanda Porto — Sambassim                                                      | - AD — Call My Name - DJ Marcelinho — DJ Que é DJ - DJ Periférico vs. Ximbica — Natália Buzina - Domenico+2 — Alegria, Vai Lá |
| Videoclipe Internacional        | Linkin Park — Somewhere I Belong                                                            | - Avril Lavigne — Complicated - The Calling — Wherever You Will Go - Christina Aguilera featuring Redman — Dirrty - Creed — Don't Stop Dancing - Eminem — Without Me - Kelly Osbourne — Papa Don't Preach - Mariah Carey — Boy (I Need You) - Nelly featuring Kelly Rowland — Dilemma - Nick Carter — Do I Have to Cry for You? - Red Hot Chili Peppers — By the Way - t.A.T.u. — All the Things She Said |
| Videoclipe Independente         | Ratos de Porão — Próximo Alvo                                                               | - Cachorro Grande — Lunático - DeFalla — Amanda - Forgotten Boys — Cumn On - Mukeka di Rato — Maconha |
| Direção em Videoclipe           | Marcelo D2 — Qual É (Diretor: Johnny Araújo)                                                | - Charlie Brown Jr. — Só por Uma Noite (Diretores: Johnny Araújo/Chorão) - Los Hermanos — Cara Estranho (Diretores: Caito Ortiz/Doca Corbett) - Os Paralamas do Sucesso — Seguindo Estrelas (Diretores: Andrucha Waddington/Breno Silveira) - Titãs — Isso (Diretor: Oscar Rodrigues Alves) |
| Edição em Videoclipe            | Pato Fu — Não Mais (Editor: Brokolis do Brasil)                                             | - Capital Inicial — Quatro Vezes Você (Editores: Márcio Soares/Paulo Calia/Quincas Moreira) - Nação Zumbi — Blunt of Judah (Editores: Luciano Pommella/Beto Araújo) - Nando Reis — Dentro do Mesmo Time (Editor: Paulo de Barros) - Sepultura — Bullet the Blue Sky (Editor: Márcio Soares) |
| Direção de Arte em Videoclipe   | Gilberto Gil — Three Little Birds (Diretores de arte: Gualter Pupo/Flávio Mac)              | - Los Hermanos — Cara Estranho (Diretores de arte: Caito Ortiz/Doca Corbett/Marcão Carvalheiro) - Nação Zumbi — Blunt of Judah (Diretores de arte: Antonio Freitas/Dalmo Louzada) - Nando Reis — Dentro do Mesmo Time (Diretor de arte: Toni Vanzolini) - Rodox — Quem Tem Coragem Não Finge (Diretor de arte: Apavoramento Sound System) |
| Fotografia em Videoclipe        | Sepultura — Bullet the Blue Sky (Diretores de fotografia: Ricardo Della Rosa/João Itaboraí) | - Capital Inicial — Quatro Vezes Você" (Diretor de fotografia: Adrian Teijido) - Marcelo D2 — Qual É (Diretor de fotografia: Jacques Cheuiche) - Max de Castro — A História da Morena Nua Que Abalou as Estruturas do Esplendor do Carnaval (Diretor de fotografia: Adriano Goldman) - Skank — Dois Rios (Diretores de fotografia: Adriano Goldman/Fernando Cohen) |
| Website                         | Nando Reis — www.nandoreis.com.br                                                           | - Bidê ou Balde — www.bideoubalde.com.br - Pato Fu — www.patofu.com.br - Rodox — www.rodox.com.br - Sepultura — www.sepultura.com.br |

## Shows
- Skank - Dois Rios
- Frejat - Eu Preciso Te Tirar do Sério
- Los Hermanos - Cara Estranho
- Marcelo D2 - Qual É
- Pitty - Máscara
- Nando Reis - Tão Diferente
- Charlie Brown Jr. - Vícios e Virtudes/A Banca/Papo Reto (Prazer é Sexo, o Resto é Negócio)
- Jota Quest - Do Seu Lado